# Gruppo etnolinguistico
Un gruppo etnolinguistico (o gruppo etno-linguistico) è un gruppo unificato in base alla comune appartenenza etnica e linguistica. La maggior parte dei gruppi etnici ha in comune una prima lingua. Ad ogni modo, il termine è spesso usato per ribadire che la lingua è una delle basi fondamentali per il gruppo etnico, soprattutto in relazione ai suoi vicini.
Un concetto essenziale nello studio linguistico dei gruppi etnolinguistici è la vitalità etnolinguistica, ovvero la capacità di sostentamento della lingua e dell'etnia di un gruppo. Un gruppo etnolinguistico mancante di tale vitalità è difficilmente in grado di resistere nel tempo come entità distinta. I fattori che influiscono sulla vitalità etnolinguistica sono la demografia, il controllo delle istituzioni e lo status (che include i fattori di pianificazione linguistica).